# هایراپتیان
هایراپتیان (زبان ارمنی: Հայրապէտյան), یکی از نام‌های خانوادگی رایج در میان ارمنیان می‌باشد.
- آرام هایراپتیان (بازیکن فوتبال، زاده ۱۹۸۶)
- آرام هایراپتیان (بازیکن فوتبال، زاده ۱۹۷۵)
- آرسن هایراپتیانآرام هایراپتیان
- آرشاک هایراپتیان
- آرشاویر هایراپتیان
- آصلان هایراپتیان
- آنا هایراپتیان
- آیدا هایراپتیان
- ادوارد هایراپتیان
- استفان هایراپتیان
- جانیبک هایراپتیان
- تاتویک هایراپتیان
- تاتیانا هایراپتیان
- داویت هایراپتیان
- روبن هایراپتیان
- ژورا هایراپتیان (عکاس)
- سارگیس هایراپتیان
- لرتا هایراپتیان تبریزی با نام هنری لرتا
- لوون هایراپتیان (نیکوکار)
- لیانا هایراپتیان
- دنیس هایراپتیان
- سلاویک هایراپتیان
- سلاویک هایراپتیان (سیاستمدار)
- سوس هایراپتیان
- لئون هایراپتیان
- لیانا هایراپتیان
- مخیتار هایراپتیان
- نونه هایراپتیان
- هاملت هایراپتیان (پزشک)
- هایراپت هایراپتیان
- هراند هایراپتیان
- هویک هایراپتیان
- یوری هایراپتیان (شطرنج‌باز)
- یوری هایراپتیان
- هاملت هایراپتیان (دولتمرد)
- ساهاک هایراپتیان
- آرکادی هایراپتیان
- پیش‌نویس:آرام هایراپتیان (وزنه‌بردار)
- پیش‌نویس:آواک هایراپتیان
- پیش‌نویس:لائورا هایراپتیان
- هاسمیک هایراپتیان
- لیدیا هایراپتیان
- آناهید هایراپتیان
- پیش‌نویس:مارگارت هایراپتیان